# Gennevilliers

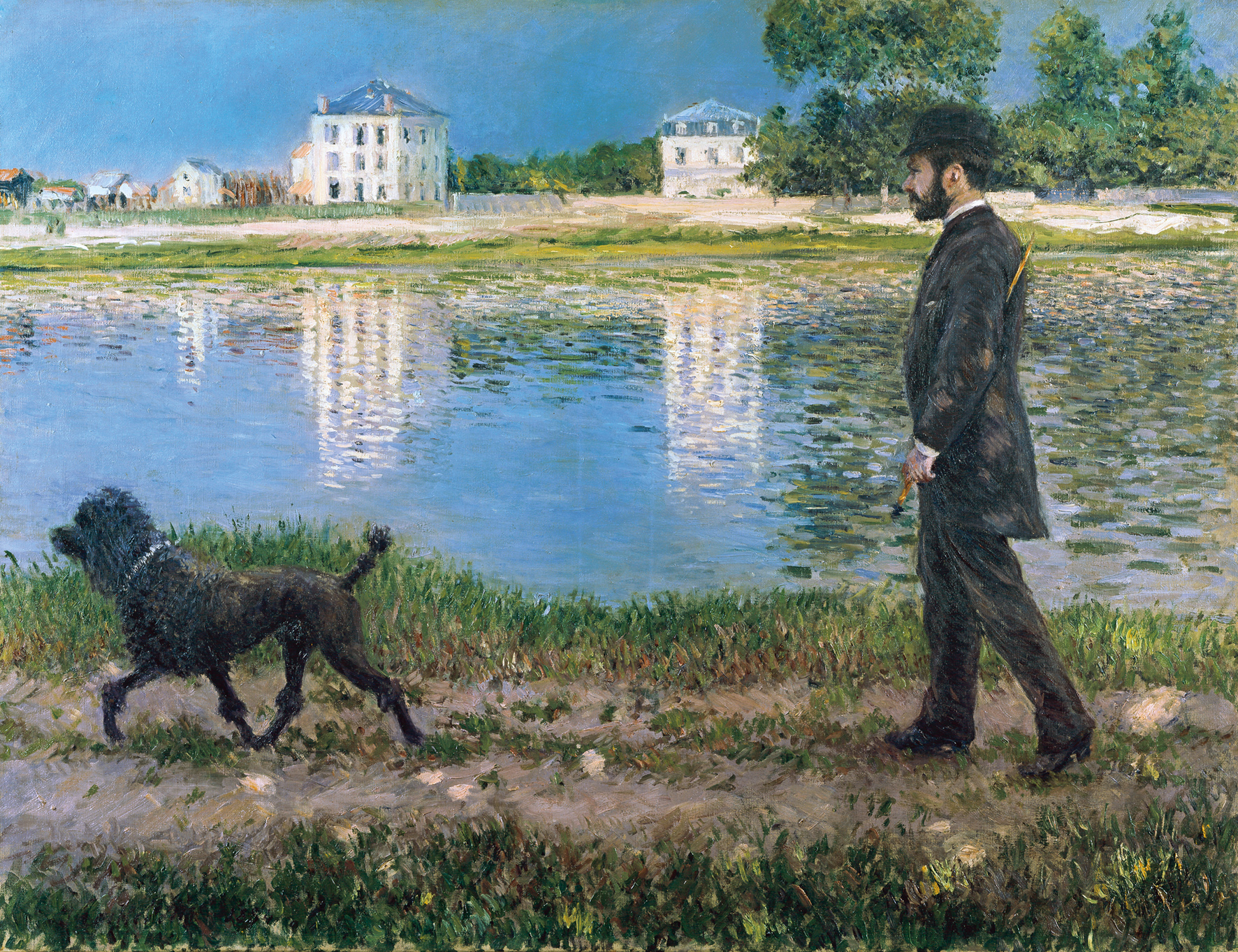
Richard Gallo med sin hund i Petit Gennevilliers, målning av Gustave Caillebotte

Gennevilliers är en kommun i departementet Hauts-de-Seine i regionen Île-de-France i norra Frankrike. Kommunen är chef-lieu över 2 kantoner som tillhör arrondissementet Nanterre. År 2022 hade Gennevilliers 50 874 invånare.

## Befolkningsutveckling
Antalet invånare i kommunen Gennevilliers
| Referens: INSEE |